# Nói albinói
Nói albinói is een IJslandse dramafilm uit 2003 onder regie van Dagur Kári.

## Verhaal
De 17-jarige Nói Kristmundsson woont in een afgelegen IJslands dorp. Hij is verstandig en wil graag advocaat worden, maar toch spijbelt hij voortdurend uit verveling. Op een dag ontmoet hij Íris Óskarsdóttir, een knap stadsmeisje dat tijdelijk werkt bij de plaatselijke benzinepomp. Zij doet hem dromen van een ander leven.

## Rolverdeling
- Tómas Lemarquis: Nói Kristmundsson
- Þröstur Leó Gunnarsson: Kristmundur B. Kristmundsson
- Elín Hansdóttir: Íris Óskarsdóttir
- Hjalti Rögnvaldsson: Óskar Halldórsson
- Pétur Einarsson: Priester
- Anna Friðriksdóttir: Lína